# Blatina
Blatina (en serbe cyrillique : Блатина) est un village du centre du Monténégro, dans la municipalité de Kolašin.

## Démographie

### Évolution historique de la population
| 1948 | 1953 | 1961 | 1971 | 1981 | 1991 | 2003 |
| ---- | ---- | ---- | ---- | ---- | ---- | ---- |
| 134  | 150  | 150  | 101  | 151  | 123  | 126  |